# Liste der Autobahnen und Schnellstraßen in Iran
Diese Liste zeigt die Autobahnen und Schnellstraßen in Iran auf. Die Autobahnen, Schnellstraßen und sonstige Straßen sind nummeriert.

## Autobahnen

Straßenschild für Autobahnen in Iran

| Kurz | Name | Verlauf                                              | Länge      |
| ---- | ---- | ---------------------------------------------------- | ---------- |
| A1   | 1    | weiter als – Qazvin – Imamzade Haschem – weiter als  | 138 km     |
| A2   | 2    | Maschhad – Teheran – Täbris                          | 900+670 km |
| A5   | 5    | Teheran – Bandar-e Imam Chomeini – Ahwas – Mahschahr | ca. 400 km |
| A6   | 6    | Saveh – Hamadan                                      | 175 km     |
| A7   | 7    | Teheran – Zarrinschahr                               | 465 km     |
| A9   | 9    | weiter als – Schahinschar – Isfahan                  | 32 km      |

## Schnellstraßen

Straßenschild für Schnellstraßen im Iran

| Kurz | Name | Verlauf                                                        | Länge   |
| ---- | ---- | -------------------------------------------------------------- | ------- |
| S11  | 11   | Dscholfa – Baneh – Grenze nach Irak                            | 325 km  |
| S12  | 12   | Bazargan – Bileh Savar                                         | 572 km  |
| S14  | 14   | Razi – Salamas                                                 | 460 km  |
| S15  | 15   | Kermānschāh – Saqqez                                           | 375 km  |
| S16  | 16   | Grenze nach Aserbaidschan – Astara – Serow – Grenze zur Türkei | 428 km  |
| S17  | 17   | Eslamabad Gharb – Mehran                                       | 252 km  |
| S18  | 18   | Maravehtapeh – Bandar-e-Gaz                                    | 268 km  |
| S19  | 19   | Pol Dochtar – Eslamabad Gharb                                  | 173 km  |
| S21  | 21   | Grenze nach Aserbaidschan – Dscholfa – Ilam                    | 978 km  |
| S22  | 22   | Grenze nach Turkmenistan – Sarachs – Chalchal                  | 1327 km |
| S23  | 23   | Miandoab – Hamadan                                             | 390 km  |
| S24  | 24   | Haschtrud – Bonab                                              | 142 km  |
| S26  | 26   | Mianeh – Piranschahr – Grenze zum Irak                         | 365 km  |
| S27  | 27   | Chomarlu – Täbris                                              | 245 km  |
| S31  | 31   | Grenze nach Aserbaidschan – Parsabad – Manjil                  | 539 km  |
| S32  | 32   | Teheran – Bazargan – Grenze zur Türkei                         | 880 km  |
| S33  | 33   | Ardabil – Bileh Savar – Grenze nach Aserbaidschan              | 155 km  |
| S35  | 35   | Zandschan – Chorramabad                                        | 535 km  |
| S36  | 36   | Bardaskan – Taybad – unterbrochen – Semnan – Firūzkuh          | 545 km  |
| S37  | 37   | Takestan – Chorramschahr                                       | 1470 km |
| S38  | 38   | Teheran – Chorramdascht                                        | 160 km  |
| S39  | 39   | Andimeschk – Abadan                                            | 284 km  |
| S41  | 41   | Chorramschahr – Ahwas                                          | 139 km  |
| S43  | 43   | Mahschahr – Ramhormoz                                          | 87 km   |
| S44  | 44   | Teheran – Maschhad                                             | 860 km  |
| S45  | 45   | Ramhormoz – Bandar Deylam                                      | 194 km  |
| S46  | 46   | Hamadan – Marivan – Grenze zum Irak                            | 331 km  |
| S47  | 47   | Soltanije – Schahinschahr                                      | 642 km  |
| S48  | 48   | Saveh – Chosravi – Grenze zum Irak                             | 604 km  |
| S49  | 49   | Saveh – Astara – Grenze nach Aserbaidschan                     | 500 km  |
| S51  | 51   | Isfahan – Gahro                                                | 150 km  |
| S52  | 52   | Oschtorinan – Kangavar                                         | 90 km   |
| S53  | 53   | Schahr-e Kord – Borudschen                                     | 62 km   |
| S55  | 55   | Buschehr – Isfahan                                             | 547 km  |
| S56  | 56   | Ghom – Borudscherd                                             | 248 km  |
| S58  | 58   | Kaschan – Aligoodarz                                           | 220 km  |
| S59  | 59   | Karadsch – Tschalus                                            | 160 km  |
| S62  | 62   | Dschandaq – Tschalantschulan                                   | 665 km  |
| S63  | 63   | Schahreza – Cheir Abad                                         | 155 km  |
| S64  | 64   | Grenze zum Irak – Mehran – Andimeschk                          | 271 km  |
| S65  | 65   | Teheran – Bandar Taheri                                        | 1208 km |
| S67  | 67   | Yasudsch – Bandar Lengeh                                       | 807 km  |
| S68  | 68   | Aschkezar – Birdschand                                         | 696 km  |
| S71  | 71   | Teheran – Bandar Abbas                                         | 1244 km |
| S72  | 72   | Schahreza – Ahwas                                              | 503 km  |
| S77  | 77   | Teheran – Mahmoud Abad                                         | 200 km  |
| S78  | 78   | Yasudsch – Ravar                                               | 647 km  |
| S79  | 79   | Rudehen – Amol                                                 | 247 km  |
| S81  | 81   | Damghan – Charanaq                                             | 602 km  |
| S82  | 82   | Safaschahr – Tschatrud                                         | 502 km  |
| S83  | 83   | Daschli Borun – Schahrud                                       | 211 km  |
| S84  | 84   | weiter als – Grenze nach Pakistan – Mirjaveh – Anar            | 824 km  |
| S86  | 86   | Bagheyn – Ahwas                                                | 1203 km |
| S87  | 87   | Bodschnurd – Gonabad                                           | 456 km  |
| S88  | 88   | Sirdschan – Dschiroft                                          | 280 km  |
| S91  | 91   | Feyz Abad – Bandar-e Dschask                                   | 1720 km |
| S92  | 92   | Fasa – Saravan                                                 | 1124 km |
| S93  | 93   | Narmaschir – Tschabahar                                        | 625 km  |
| S94  | 94   | Ahram – Minab                                                  | 905 km  |
| S95  | 95   | Maschhad – Tschabahar                                          | 1636 km |
| S96  | 96   | Grenze zum Irak – Schalamtsche – Bandar Abbas                  | 1150 km |
| S97  | 97   | Maschhad – Taybad                                              | 200 km  |
| S98  | 98   | Bandar-e Dschask – Tschabahar                                  | 493 km  |
| S99  | 99   | Sarachs – Tschabahar                                           | 940 km  |